# Carole Bianic
Carole Bianic est une actrice française née le 22 janvier 1981 à Saint-Pol-de-Léon.

## Biographie

### Carrière
Très jeune, elle commence les cours de danse et de piano. Au lycée, spécialisée dans les filières artistiques, elle suit des cours de théâtre, encouragée par ses parents. Elle y est formée au jeu d'acteur, à la mise en scène et initiée à l'improvisation, à la commedia dell'arte et au jeu de clown. Cette passion pour la scène la conduit jusqu'à Paris en 1999, où elle suit les cours de Jean Laurent Cochet. Comédienne en devenir, elle débute dans le cinéma par quelques courts métrages, quelques apparitions dans des séries télévisées et un long-métrage en 2008.
Parallèlement, son autre passion pour l'équitation et une période de doutes sur sa carrière d'actrice l'amènent à passer son diplôme BPJEPS pour devenir enseignante d'équitation en 2011.
Elle se fait connaître à la télévision en tant que rôle principal féminin dans la série Cherif, diffusée sur France 2 depuis 2013.

### Vie privée
En 2017, elle donne naissance à un garçon prénommé Lino, issu de son union avec Vincent Giovanni, petit-fils du scénariste et réalisateur français José Giovanni, l'un des réalisateurs de la série Cherif,.

## Théâtre
- 1999 : L’Aquarium de Karl Valentin et Dimanche de Michel Deutsch, mis en scène par Carole Bianic, dans le cadre du Festival Panoramas
- 2000 : Quadrille de Sacha Guitry : Paulette
- 2001 : Si La Fontaine m'était conté, d'après Les Fables de La Fontaine, mis en scène par Jean Laurent Cochet
- 2002 : Le Bel Indifférent de Jean Cocteau, mis en scène par Krassimir Stoytcheff, dans le cadre de l'exposition « Jean Cocteau à Montparnasse - Ailleurs et Après » au Musée du Montparnasse
- 2003 : Aspirations, récital poétique et musical de Rémi Préchac
- 2004 : Chez ma mère de Rémi Préchac
- 2005 : Le Veilleur de nuit de Sacha Guitry, mis en scène par Jean-Laurent Cochet : Madame.
- 2023 : Animal Machine de Theophile Clement

## Filmographie

### Cinéma

#### Longs métrages
- 2008 : Sans état d'âme de Vincenzo Marano : Mélanie
- 2018 : La trajectoire du homard  de Vincent Giovanni et  Igor Mendjisky, prix du public au Champs Élysées film festival

#### Courts métrages
- 1999 : Personne n'a rien dit, court-métrage sur l'enfance maltraitée de Mélanie Le Marchand, 1er prix au festival du film de Sarlat
- 2001 : Breiz de Corentin Pichon
- 2005 : Linge Sale de Valentin Bardawil
- 2005 : Chaussures de dames d'Eddy Frédéric
- 2006 : Oh ! Ma femme d'Olivier Dujols : Corinne[5]
- 2019 :  Sotte de Sylvie Gautier : Carole

### Télévision

#### Téléfilms
- 2008 : La Vie à une de Frédéric Auburtin : l'avocate de Julien
- 2010 : Le Pigeon de Lorenzo Gabriele : Mme Berniqué
- 2016 : L'Inconnu de Brocéliande de Vincent Giovanni : Élodie Lemeur
- 2019 : collection Meurtres à... : Meurtres en Corrèze d'Adeline Darraux : Capitaine Léna Ribéro
- 2021 : Fille de paysan de Julie Manoukian : Murielle Pecourneau (Prix de la meilleure interprétation féminine au Festival TV de Luchon 2023)
- 2024 : Le Combat d'Alice de Thierry Binisti : Isabelle
- 2024 : collection Meurtres à... : Meurtres à Meaux d'Adeline Darraux : Karine Lelièvre

#### Séries télévisées
- 2007 : Julie Lescaut, épisode Écart de conduite (17-3) : Sandrine Belmain
- 2007 : Sœur Thérèse.com, épisode Tombé du ciel (1-11) : Sophie Nattier
- 2008 : Sur le fil, épisode William (2-4) : une policière
- 2009 : Seconde Chance, épisodes (1-137 à 1-140) : Daphné Juliani
- 2010 : Les Invincibles, épisode (1-3) : Krystel
- 2011 : La chanson du dimanche : Margareth
- 2011 : Empreintes criminelles, épisode L'Affaire de la prison (1-5) : Églantine Hugan
- 2013-2018 : Cherif : Capitaine Adeline Briard (44 épisodes)
- 2014 : Section de recherches, épisode Barbe-bleue (8-4) : Laetitia Darnal
- 2018 : Balthazar, épisode La Vie en miettes (1-5) : Diane Courtillet
- 2019 : Double Je de Laurent Dussaux et Akim Isker épisode Douleur fantôme (1-8) : Julie, l'agent de la DGSI en infiltration
- 2019 : Hudson et Rex, épisode The French Connection (2-10) : Valérie Bertrand
- 2021 : Crimes Parfaits, épisode Ivresse des profondeurs (3-5) : Jeanne Lambert
- 2021-2022 : La Faute à Rousseau d'Adeline Darraux et Octave Raspail : Claire Ackermann (8 épisodes)
- 2021 : Nina, épisode Résiliences (6-1) : Danièle
- 2021 - 2022 : Demain nous appartient , saisons 5-6 : Sophie Novak
- 2022 : Les Pennac de Chris Nahon : Aline Durelle
- 2022 : Cassandre, épisode Le secret de la ruche (6-3) : Annie Foulon
- 2022 : Enquête à cœur ouvert de Frank Van Passel : Lieutenant Lagarde (5 épisodes)
- 2025 : La Disparue de Compostelle de Floriane Crépin : Lea Romblin
- 2025 : À l'instinct (épisode La Mort en marche)

## Voxographie

### Doublage

#### Films
- 2017 : Phantom Thread : Johanna (Camilla Rutherford)
- 2022 : The Whale : Mary (Samantha Morton)

#### Films d'animation
- 2017 : Baby Boss : l'hôtesse de l'air
- 2021 : Tous en scène 2 : Suki[6]

### Voix off
- 2017 : Antoine de Saint-Exupéry, le dernier romantique, documentaire réalisé par Marie Brunet-Devaines.
- 2021 : John Huston, une âme libre, documentaire réalisé par Marie Brunet-Devaines.
- 2022 : Black Far West,   documentaire réalisé par Cécile Denjean.
- 2022 :  Léon Trotsky, un homme à abattre, documentaire réalisé par Marie Brunet-Devaines.